# Сакраменто (аеропорт)
Міжнародний аеропорт Сакраменто (англ. Sacramento International Airport) (IATA: SMF, ICAO: KSMF, FAA ідент. місц.: SMF) – аеропорт, який знаходиться у 16 км на північний захід від міста Сакраменто, столиці штату Каліфорнія.
Міжнародний аеропорт Сакраменто був відкритий 21 жовтня 1967 року та названий Метропольним аеропортом Сакраменто (Sacramento Metropolitan Airport). Аеропорт на той час мав одну злітно-посадкову смугу, довжина якої становить 2,621 метри. Це була західна смуга, яка сьогодні позначена як смуга 16R/34L. У 1998 році було відкрито термінал «A». З цим відкриттям аеропорт було перейменовано в Міжнародний аеропорт Сакраменто (Sacramento International Airport), проте на той час не було ще встановлено міжнародних авіасполучень, лише сполучення у межах США. Щойно у 2002 році було встановлено сполучення з мексиканським містом Гвадалахарою.
Аеропорт займає площу у 24 км² та має дві паралельні злітно-посадкові смуги: (16L/34R: 2,623м x 46м та 16R/34L: 2,621м x 46м).
Аеропорт має два термінали: «A» та «B», які мають 32 виходів. 

## Авіалінії та напрямки
| Авіакомпанія         | Пункт призначення | Пункт призначення      | Пункт призначення                                           | Пункт призначення |
| Авіакомпанія         | Країна            | Місто                  | Аеропорт                                                    | IATA              |
| -------------------- | ----------------- | ---------------------- | ----------------------------------------------------------- | ----------------- |
| Aeroméxico           | Мексика           | Гвадалахара            | Міжнародний аеропорт Гвадалахара                            | GDL               |
| Air Canada Express   | Канада            | Ванкувер               | Міжнародний аеропорт Ванкувер                               | YVR               |
| Alaska Airlines      | США               | Портленд               | Портлендський міжнародний аеропорт                          | PDX               |
| Alaska Airlines      | США               | Сан-Дієго              | Міжнародний аеропорт Сан-Дієго                              | SAN               |
| Alaska Airlines      | США               | Сіетл                  | Міжнародний аеропорт Сіетл — Такома                         | SEA               |
| Alaska Airlines      | Мексика           | Сан-Хосе-дель-Кабо     | Міжнародний аеропорт Лос-Кабос                              | SJD               |
| American Eagle       | США               | Лос-Анджелес           | Міжнародний аеропорт Лос-Анджелеса                          | LAX               |
| Boutique Air         | США               | Мерсед                 | Регіональний аеропорт Мерсед                                | MCE               |
| Contour Airlines     | США               | Санта-Барбара          | Муніципальний аеропорт Санта-Барбара                        | SBA               |
| Contour Airlines     | США               | Палм-Спрінгз           | Міжнародний аеропорт Палм-Спрінгз                           | PSP               |
| Delta Air Lines      | США               | Атланта                | Міжнародний аеропорт імені Гартсфілда-Джексона              | ATL               |
| Delta Air Lines      | США               | Детройт                | Аеропорт Детройт Метрополітен                               | DTW               |
| Delta Air Lines      | США               | Міннеаполіс – Сент-Пол | Міжнародний аеропорт Міннеаполіс – Сент-Пол                 | MSP               |
| Delta Air Lines      | США               | Солт-Лейк-Сіті         | Міжнародний аеропорт Солт-Лейк-Сіті                         | SLC               |
| Delta Air Lines      | США               | Сіетл                  | Міжнародний аеропорт Сіетл — Такома                         | SEA               |
| Delta Air Lines      | США               | Лос-Анджелес           | Міжнародний аеропорт Лос-Анджелеса                          | LAX               |
| Delta Connection     | США               | Лос-Анджелес           | Міжнародний аеропорт Лос-Анджелеса                          | LAX               |
| Delta Connection     | США               | Солт-Лейк-Сіті         | Міжнародний аеропорт Солт-Лейк-Сіті                         | SLC               |
| Delta Connection     | США               | Сіетл                  | Міжнародний аеропорт Сіетл — Такома                         | SEA               |
| Frontier Airlines    | США               | Денвер                 | Міжнародний аеропорт Денвер                                 | DEN               |
| Frontier Airlines    | США               | Лас-Вегас              | Міжнародний аеропорт МакКарран                              | LAS               |
| Hawaiian Airlines    | США               | Гонолулу               | Міжнародний аеропорт Гонолулу                               | HNL               |
| Hawaiian Airlines    | США               | Кахулуї                | Аеропорт Кахулуї                                            | OGG               |
| JetBlue              | США               | Нью-Йорк               | Міжнародний аеропорт імені Джона Кеннеді                    | JFK               |
| JetBlue              | США               | Бостон                 | Міжнародний аеропорт імені генерала Едварда Лоуренса Логана | BOS               |
| Southwest Airlines   | Мексика           | Сан-Хосе-дель-Кабо     | Міжнародний аеропорт Лос-Кабос                              | SJD               |
| Southwest Airlines   | США               | Остін                  | Міжнародний аеропорт Остін-Бергстром                        | AUS               |
| Southwest Airlines   | США               | Балтимор               | Міжнародний аеропорт Балтимор-Вашингтон                     | BWI               |
| Southwest Airlines   | США               | Бойсі                  | Аеропорт Бойсі                                              | BOI               |
| Southwest Airlines   | США               | Бербанк                | Аеропорт Голлівуд Бербанк                                   | BUR               |
| Southwest Airlines   | США               | Чикаго                 | Міжнародний аеропорт Чикаго Мідвей                          | MDM               |
| Southwest Airlines   | США               | Даллас                 | Даллас Лав-Філд                                             | DAL               |
| Southwest Airlines   | США               | Денвер                 | Міжнародний аеропорт Денвер                                 | DEN               |
| Southwest Airlines   | США               | Гонолулу               | Міжнародний аеропорт Гонолулу                               | HNL               |
| Southwest Airlines   | США               | Кахулуї                | Аеропорт Кахулуї                                            | OGG               |
| Southwest Airlines   | США               | Лас-Вегас              | Міжнародний аеропорт МакКарран                              | LAS               |
| Southwest Airlines   | США               | Лонг-Біч               | Аеропорт Лонг-Біч                                           | LGB               |
| Southwest Airlines   | США               | Лос-Анджелес           | Міжнародний аеропорт Лос-Анджелеса                          | LAX               |
| Southwest Airlines   | США               | Онтаріо                | Міжнародний аеропорт Онтаріо                                | ONT               |
| Southwest Airlines   | США               | Округ Орендж           | Аеропорт Джона Вейна                                        | SNA               |
| Southwest Airlines   | США               | Фінікс                 | Міжнародний аеропорт Фінікс — Скай-Гарбор                   | PHX               |
| Southwest Airlines   | США               | Портленд               | Портлендський міжнародний аеропорт                          | PDX               |
| Southwest Airlines   | США               | Солт-Лейк-Сіті         | Міжнародний аеропорт Солт-Лейк-Сіті                         | SLC               |
| Southwest Airlines   | США               | Сан-Дієго              | Міжнародний аеропорт Сан-Дієго                              | SAN               |
| Southwest Airlines   | США               | Сіетл                  | Міжнародний аеропорт Сіетл — Такома                         | SEA               |
| Southwest Airlines   | США               | Спокен                 | Міжнародний аеропорт Спокен                                 | GEG               |
| Southwest Airlines   | США               | Сент-Луїс              | Міжнародний аеропорт Сент-Луїс Лемберт                      | STL               |
| Southwest Airlines   | США               | Х'юстон                | Аеропорт імені Вільяма П. Хоббі                             | HOU               |
| Southwest Airlines   | США               | Нашвілл                | Міжнародний аеропорт Нашвілл                                | BNA               |
| Southwest Airlines   | США               | Новий Орлеан           | Міжнародний аеропорт «Новий Орлеан» імені Луї Армстронга    | MSY               |
| Southwest Airlines   | США               | Орландо                | Орландський міжнародний аеропорт                            | MCO               |
| Spirit Airlines      | США               | Лас-Вегас              | Міжнародний аеропорт МакКарран                              | LAS               |
| Sun Country Airlines | США               | Міннеаполіс – Сент-Пол | Міжнародний аеропорт Міннеаполіс – Сент-Пол                 | MSP               |
| United Airlines      | США               | Чикаго                 | Міжнародний аеропорт імені Едварда О'Хари                   | ORD               |
| United Airlines      | США               | Денвер                 | Міжнародний аеропорт Денвер                                 | DEN               |
| United Airlines      | США               | Х'юстон                | Інтерконтинентальний аеропорт імені Джорджа Буша            | IAH               |
| United Airlines      | США               | Вашингтон              | Аеропорт імені Джона Фостера Даллеса                        | IAD               |
| United Airlines      | США               | Ньюарк                 | Міжнародний аеропорт Ньюарк-Ліберті                         | EWR               |
| United Airlines      | США               | Сан-Франциско          | Міжнародний аеропорт Сан-Франциско                          | SFO               |
| United Express       | США               | Денвер                 | Міжнародний аеропорт Денвер                                 | DEN               |
| United Express       | США               | Лос-Анджелес           | Міжнародний аеропорт Лос-Анджелеса                          | LAX               |
| United Express       | США               | Сан-Франциско          | Міжнародний аеропорт Сан-Франциско                          | SFO               |
| Volaris              | Мексика           | Гвадалахара            | Міжнародний аеропорт Гвадалахара                            | GDL               |
| Volaris              | Мексика           | Ґуанахуато             | Міжнародний аеропорт Ґуанахуато                             | BJX               |
| Volaris              | Мексика           | Морелія                | Міжнародий аеропорт Морелія                                 | MLM               |